# Салман аль-Ауда
Салман ибн Фахд ибн Абдуллах аль-Ауда (араб.  سلمان بن فهد بن عبد الله العودة‎; род. 14 декабря 1956, Эль-Касим, Саудовская Аравия) — саудовский мыслитель, проповедник, журналист, поэт и филолог. Является членом Попечительского совета Международного союза мусульманских ученых, директором арабского издания сайта IslamToday, ведет ряд ТВ-программ и является автором многих газетных статей и является членом многих благотворительных и научных обществ и организаций в исламском мире.

## Биография
Аль-Ауда родился в селении аль-Баср, недалеко от города Бурайда, столице региона Аль-Касим, расположенном в центре Саудовской Аравии. Он провел свои ранние годы в аль-Басре, а затем переехал в Бурайду. Свое среднее образование он получил в родном городе, после чего поступил на факультет арабского языка, а позже на факультет шариата в университет имени имама Мухаммад бин Сауда в аль-Касиме. Выучил Коран и основные книги по различным исламским наукам. Также слушал лекции таких известных исламских ученых как ибн Баз, ибн Усаймин, ибн Джибрин. После завершения учёбы он получил должность преподавателя арабского языка на факультете научных исследований, где проработал четыре года. После этого он работал научным сотрудником при университете и окончил магистратуру в отделении Сунны и хадисоведения на факультете Основ религии по теме «Хадисы на тему „гурба“ и её положения в Сунне». Он защитил докторскую диссертацию по шариатским наукам на тему "Толкование книги омовения из сборника «Булуг аль-марам». На данный момент она издана в четырёх томах.
Провел пять лет в заключении за протест против решения правительства Саудовской Аравии о размещении американских войск на её территории. Аль-Ауда был «реабилитирован» в 1999 году и стал одним из самых выдающихся религиозных деятелей королевства. После заключения он вместе со своими коллегами он возобновил свою преподавательскую деятельность, давая уроки после молитвы «магриб» со среды по пятницу на такие темы, как комментарии, этика, образование и комментарии Коране. Аль-Ауда заявил, что он поддерживает мир и сосуществование с другими религиями. Он объявил, что это стало результатом более глубокого понимания исламских учений. Вёл собственную программу на телевидении, имеет веб-сайт на четырёх языках и рассматривался как сторонник саудовского правительства, получаел его поддержу и в альтернативной по отношению к спонсисируемой правительством Саудовской Аравии программой подготовки улемов (духовенства).
Аль-Ауда был женат на Хайе аль-Сайяри и имел 16 детей. Его старшего сына зовут Муаз. В январе 2017 года в дорожно-транспортном происшествии погибли его сын Хишам и его жена Хайя. Соболезнования Сальману аль-Ауда из-за этой аварии принесли Мухаммад аль-Арифи, Аид аль-Ярык, Ибрахим ад-Давиш, Хасан аль-Хусейни Зияд аш-Шахри, Наиф ас-Сахфи, Муса аль-Умар и Мухаммад аль-Якуби.

## Богословская деятельность
Во время Войны в Персидском заливе в 1990—1991 годов, когда созданная и возглавляемая американцами коалиция начала военные действия против иракского режима Саддама Хусейна в ответ на захват им Кувейта, Сальман аль-Ауда и некоторые другие шейхи выразили недовольство действиями правительства Саудовской Аравии. Бывший в то время великим муфтием Абд аль-Азиз ибн Баз выпустил фетву, дающую оправдание приглашению американских войск для защиты Саудовской Аравии от Хусейна. В ответ аль-Ауда поднял вопрос о неспособности саудовских военных защищать государство несмотря на огромное количество закупленного американского вооружения. Во время войны аль-Ауда был инициатором двух ходатайств о реформе, адресованных королю. Первый, в 1991 году, был известен как «Письмо требований», и был подписан известными деятелями в различных сферах жизни Саудовской Аравии: религии, экономике и общественной деятельности, которые стремились к реформам в форме правления, в частности к созданию консультативного совета Шура. Год спустя вторая петиция, известная как «Меморандум о совете», подписанная более чем ста религиозными деятелями, включая Уляма, также призвала к созданию Шуры, а также к цензуре СМИ религиозным руководством и пересмотром всех законов королевства, для обеспечения их соответствия шариату. Обе петиции выражали лояльность по отношению к дому Саудов, несмотря на отсутствие представительства подписантов в существующем правительстве. Тем временем, аудиозаписи проповедей аль-Ауды получили широкое распространение и присоединились к другим голосам оппозиции после первой войны в Персидском заливе, так как военные США разместились на длительный срок на авиабазе за пределами столицы.
В 2001 году аль-Ауда создал и курирует деятельность популярного сайта IslamToday, который предлагает широкий спектр материалов исламской тематики. Он дает занятия и лекции по Интернету и по телефону для широкого круга слушателей. Сальман аль-Ауда активный пользователь социальных сетей (Facebook, где у него более 5,5 млн подписчиков, Instagram — 1.3 млн и Twitter — 9 млн.)
Салман аль-Ауда известен не только критикой терактов 11 сентября, но и посланием лично Усаме бен Ладену. В 2007 году, около шестой годовщины 11 сентября, он обратился к лидеру «Аль-Каиды» по широко известной телевизионной сети Ближнего Востока MBC со словами: «„Мой брат Усама, сколько пролилось крови? Сколько невинных людей, детей, стариков и женщин было убито … во имя Аль-Каиды? Будете ли вы счастливы встретить Всемогущего Бога, неся бремя этих сотен тысяч или миллионов жертв на вашей спине?“»

## Лишение свободы
В сентябре 1994 года Салман аль-Ауда был заключен в тюрьму за антиправительственную деятельность. Он и Сафар аль-Хавали были арестованы вместе с большим количеством их последователей в городе Бурайда, провинция Касим. Более того, шейх Абд аль-Азиз ибн Баз издал фетву, что, если аль-Ауда и аль-Хавали не раскаются в своем прежнем поведении, им будет запрещено читать лекции, проводить собрания и записывать аудио и видеоуроки.
Он был одним из лидеров Комитета по защите законных прав (CDLR), саудовской диссидентской группы, созданной в 1993 году, и была первой в истории оппозиционной организацией в Королевстве, открыто оспаривающей монархию, обвинив правительство и старших улемов в том, что они делают недостаточно для защиты законных исламских прав мусульман. В 1999 году освобождён.
В сентябре 2017 году в Саудовской Аравии прошла волна арестов неугодных проповедников и исламских богословов. Были арестованы шейхи Салман аль-Ауда, Аид аль-Карни и Али аль-Умари. Все трое избегали публичных высказываний в поддержку саудовского режима в катарском дипломатическом кризисе. Салман аль-Ауда был арестован после телефонного разговора наследного принца КСА Мухаммада ибн Салмана с эмиром Катара и публикацией в соцсети его обращения к Богу, «чтобы Аллах объединил сердца». Кроме того, его родственникам был закрыт выезд за пределы королевства. Международный союз мусульманских ученых осудил аресты богословов и призвал короля Салмана ибн Абду-ль-Азиза немедленно выпустить их на свободу. Международная правозащитная организация Human Rights Watch заявила о том, что в Салмана аль-Ауду на протяжении нескольких месяцев держат в тюрьме без веских на то оснований.
В мае 2019 года Middle East Eye сообщила о том, что Салман аль-Ауда, Аид аль-Карни и Али аль-Умари будут казнены после окончания священного для мусульман месяца Рамадан.

## Публикации
Среди примерно пятидесяти книг, которые он опубликовал:
- Первые чужаки,
- Характеристики чужаков,
- Дискуссия с шейхом Мухаммадом аль-Газали,
- Кто имеет право участвовать в независимых юридических дискуссиях?
- Руководство по изучению исламского права.

Все эти публикации в настоящее время доступны на арабском языке на веб-сайте Islam Today.